# Paradorydium cuspis
Paradorydium cuspis är en insektsart som beskrevs av Knight 1973. Paradorydium cuspis ingår i släktet Paradorydium och familjen dvärgstritar. Inga underarter finns listade i Catalogue of Life.